# Ronnie Price
Ronald D'Wayne Price, detto Ronnie (Friendswood, 21 giugno 1983), è un ex cestista statunitense.

## Carriera

### Università
Diplomatosi alla Clair Brook High School, a causa della sua bassa statura (172 cm) non riceve offerte da alcuna università. Poi, entra nella Nicholls State University, crescendo fino al metro e 80 e realizzando nel suo anno da freshman 11,3 punti di media. Continua a crescere fino all'attuale metro e 88, ma la situazione lì non era più consona per lui, che sceglie di trasferirsi alla Utah Valley University, con sede ad Orem nello Utah.
Da sophomore (2002-03), Price colleziona 13,5 punti di media, numero che cresce la stagione successiva quando arriva a superare i 20 punti di media, realizzando anche il suo career high di 37 punti per due volte.
La sua stagione da senior (2004-05) è spettacolare: fa registrare 24,3 punti di media, classificandosi terzo in questa statistica. CBSsportsonline.com lo ritiene il miglior playmaker fra le università del paese. Termina la stagione con una  prestazione da 36 punti (27 nella seconda metà di gara) nella vittoria 71-52 su Northern Colorado.

### NBA
Non viene scelto nel draft NBA, ma invitato ad allenarsi con alcuni club della NBA, Utah Jazz e Detroit Pistons. Nell'agosto 2005 firma un biennale con i Sacramento Kings, dove peraltro gioca sporadicamente, perché chiuso da Mike Bibby e Jason Hart (prima che i Kings rinunciassero a quest'ultimo). Gioca soltanto una partita in quintetto (stagione NBA 2006-07, da sophomore), Sacramento Kings - Phoenix Suns, terminata con la sconfitta dei Kings. Realizza il suo career high di 16 punti contro i Jazz nel mese di novembre del 2006, prendendosi anche la soddisfazione di schiacciare nonostante l'opposizione di Carlos Boozer, ben più alto di lui: giocata che viene nominata migliore della notte.
Nel luglio 2007 firmò un contratto da free agent con gli Utah Jazz. Iniziò la stagione come terza scelta nel ruolo di playmaker, dietro al titolare Deron Williams ed ancora una volta a Jason Hart, il quale viene però scavalcato nelle gerarchie durante la stagione. Gioca 61 partite, partendo tre volte in quintetto, con 3,7 punti di media. Partecipa anche ai Playoff del 2008, nella cui gara-4 contro i Los Angeles Lakers si rende protagonista di una bellissima azione difensiva, riuscendo a stoppare, nonostante la differenza di altezza, l'apparentemente indisturbato Luke Walton, prossimo ad un comodo layup; tutto ciò dopo essersi fatto male all'occhio destro in seguito ad un fallo intenzionale di Ronny Turiaf, commesso in precedenza.

## Statistiche NBA

### Regular season
| Anno     | Squadra             | PG  | PT | MP   | TC%  | 3P%  | TL%  | RP  | AP  | PRP | SP  | PP  |
| -------- | ------------------- | --- | -- | ---- | ---- | ---- | ---- | --- | --- | --- | --- | --- |
| 2005-06  | Sacramento Kings    | 29  | 0  | 5,2  | 36,2 | 22,2 | 100  | 0,5 | 0,4 | 0,2 | 0,0 | 2,1 |
| 2006-07  | Sacramento Kings    | 58  | 1  | 9,7  | 39,0 | 32,3 | 67,3 | 1,2 | 0,8 | 0,5 | 0,1 | 3,3 |
| 2007-08  | Utah Jazz           | 61  | 3  | 9,6  | 43,1 | 34,7 | 68,4 | 0,8 | 1,3 | 0,5 | 0,0 | 3,7 |
| 2008-09  | Utah Jazz           | 52  | 17 | 14,2 | 37,9 | 31,1 | 75,6 | 1,3 | 2,1 | 0,8 | 0,1 | 4,0 |
| 2009-10  | Utah Jazz           | 60  | 4  | 13,4 | 40,2 | 28,6 | 69,5 | 1,2 | 2,1 | 0,7 | 0,2 | 4,3 |
| 2010-11  | Utah Jazz           | 59  | 0  | 12,2 | 35,2 | 29,0 | 74,4 | 1,0 | 0,9 | 0,7 | 0,1 | 3,3 |
| 2011-12  | Phoenix Suns        | 36  | 8  | 14,4 | 37,7 | 29,5 | 80,0 | 1,6 | 1,9 | 0,9 | 0,1 | 3,6 |
| 2012-13  | Portland T. Blazers | 39  | 0  | 13,1 | 32,5 | 25,6 | 70,8 | 1,1 | 1,9 | 0,7 | 0,1 | 2,7 |
| 2013-14  | Orlando Magic       | 31  | 2  | 12,2 | 30,4 | 20,9 | 69,2 | 1,4 | 2,1 | 0,8 | 0,1 | 2,4 |
| 2014-15  | L.A. Lakers         | 43  | 20 | 22,8 | 34,5 | 28,4 | 80,0 | 1,6 | 3,8 | 1,6 | 0,1 | 5,1 |
| 2015-16  | Phoenix Suns        | 62  | 18 | 19,5 | 38,4 | 34,7 | 75,6 | 1,6 | 2,4 | 1,2 | 0,1 | 5,3 |
| 2016-17  | Phoenix Suns        | 14  | 0  | 9,6  | 16,7 | 17,6 | 75,0 | 0,8 | 1,3 | 0,8 | 0,1 | 1,0 |
| Carriera | Carriera            | 544 | 73 | 13,4 | 37,3 | 30,2 | 73,8 | 1,2 | 1,8 | 0,8 | 0,1 | 3,7 |

### Play-off
| Anno     | Squadra          | PG | PT | MP  | TC%  | 3P%  | TL%  | RP  | AP  | PRP | SP  | PP  |
| -------- | ---------------- | -- | -- | --- | ---- | ---- | ---- | --- | --- | --- | --- | --- |
| 2006     | Sacramento Kings | 4  | 0  | 2,3 | 0,0  | 0,0  | 0,0  | 0,0 | 0,3 | 0,0 | 0,0 | 0,0 |
| 2008     | Utah Jazz        | 12 | 0  | 5,7 | 32,3 | 21,4 | 76,9 | 0,3 | 0,9 | 0,5 | 0,2 | 2,8 |
| 2009     | Utah Jazz        | 2  | 0  | 8,0 | 30,0 | 0,0  | 100  | 1,5 | 2,5 | 0,5 | 0,0 | 4,0 |
| 2010     | Utah Jazz        | 10 | 0  | 9,0 | 29,2 | 28,6 | 50,0 | 1,0 | 1,4 | 0,4 | 0,1 | 2,0 |
| Carriera | Carriera         | 28 | 0  | 6,5 | 29,4 | 20,8 | 76,9 | 0,3 | 0,8 | 0,4 | 0,1 | 2,2 |